# Erdal Akdarı
Erdal Akdarı (Batman, 5 juni 1993) is een Turks–Duits voetballer die als verdediger speelt.

## Carrière
Op tweejarige leeftijd verhuisde hij samen met zijn familie naar Duitsland. Hierna sloot hij zich aan bij MTV Treubund Lüneburg v. 1848, om in 2009 de overstap te maken naar de jeugdopleiding van Hannover 96. Na drie seizoenen in de jeugd te hebben gespeeld maakte hij de overstap naar Kayserispor, dat uitkomt in de Turkse Süper Lig. Op 1 september 2012 maakte hij zijn debuut in de hoofdmacht. Na twee seizoenen werd zijn contract niet verlengd.

### Carrièrestatistieken
| Seizoen                          | Club            | Land            | Competitie        | Competitie | Competitie | Beker | Beker | Internationaal | Internationaal | Overig | Overig | Totaal | Totaal |
| Seizoen                          | Club            | Land            | Competitie        | Wed.       | Dlp.       | Wed.  | Dlp.  | Wed.           | Dlp.           | Wed.   | Dlp.   | Wed.   | Dlp.   |
| -------------------------------- | --------------- | --------------- | ----------------- | ---------- | ---------- | ----- | ----- | -------------- | -------------- | ------ | ------ | ------ | ------ |
| 2011/12                          | Hannover 96     | Duitsland       | Bundesliga        | 0          | 0          | 0     | 0     | 0              | 0              | 0      | 0      | 0      | 0      |
| 2011/12                          | Hannover 96 II  | Duitsland       | Regionalliga Nord | 22         | 1          | 0     | 0     | 0              | 0              | 0      | 0      | 22     | 1      |
| 2012/13                          | Kayserispor     | Turkije         | Süper Lig         | 5          | 0          | 0     | 0     | 0              | 0              | 0      | 0      | 5      | 0      |
| 2013/14                          | Kayserispor     | Turkije         | Süper Lig         | 0          | 0          | 1     | 0     | 0              | 0              | 0      | 0      | 1      | 0      |
| Carrière totaal                  | Carrière totaal | Carrière totaal | Carrière totaal   | 27         | 1          | 1     | 0     | 0              | 0              | 0      | 0      | 28     | 1      |
| Bijgewerkt tot 11 september 2014 |                 |                 |                   |            |            |       |       |                |                |        |        |        |        |